# چرخ فالکرک

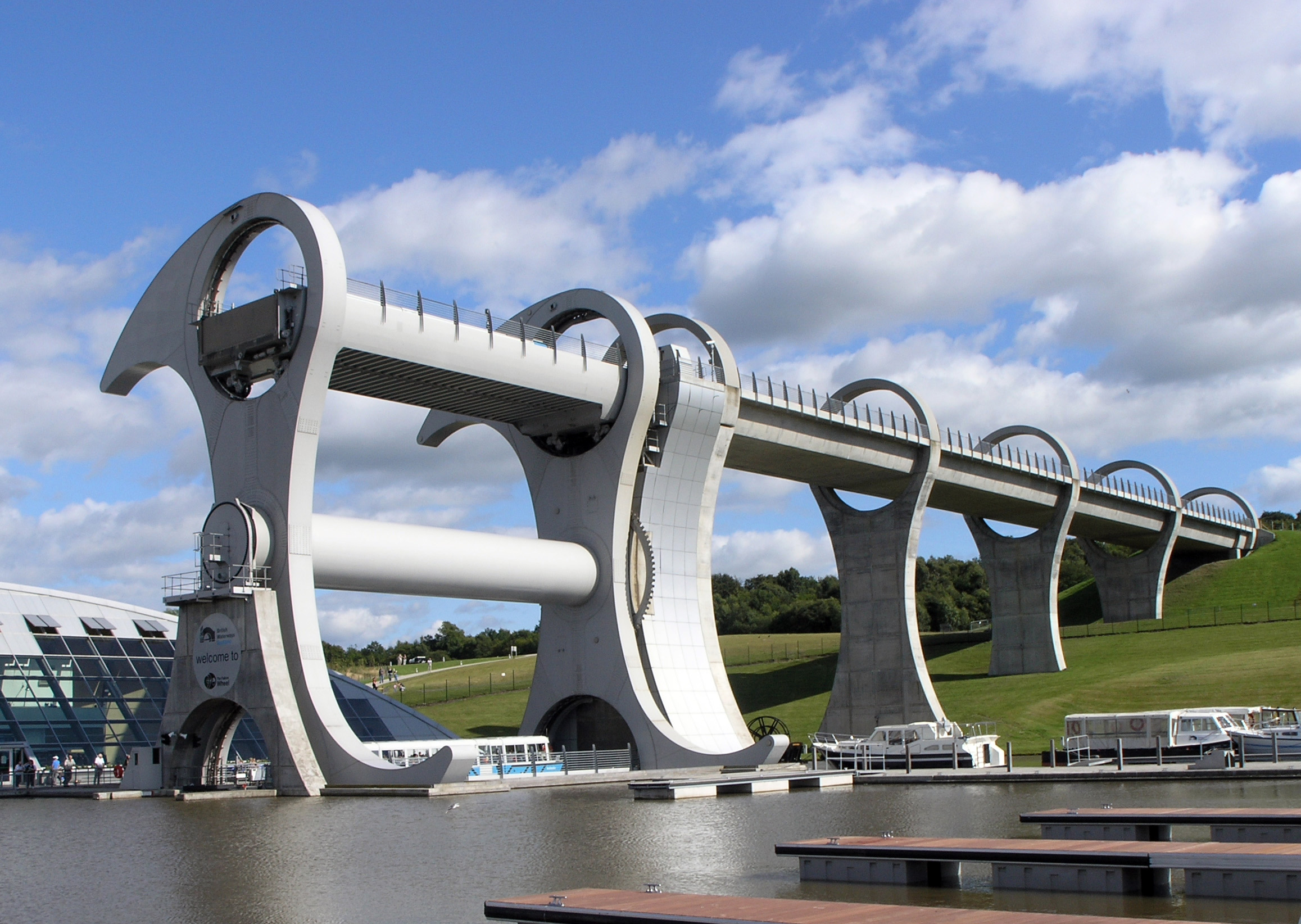
چرخ فالکرک

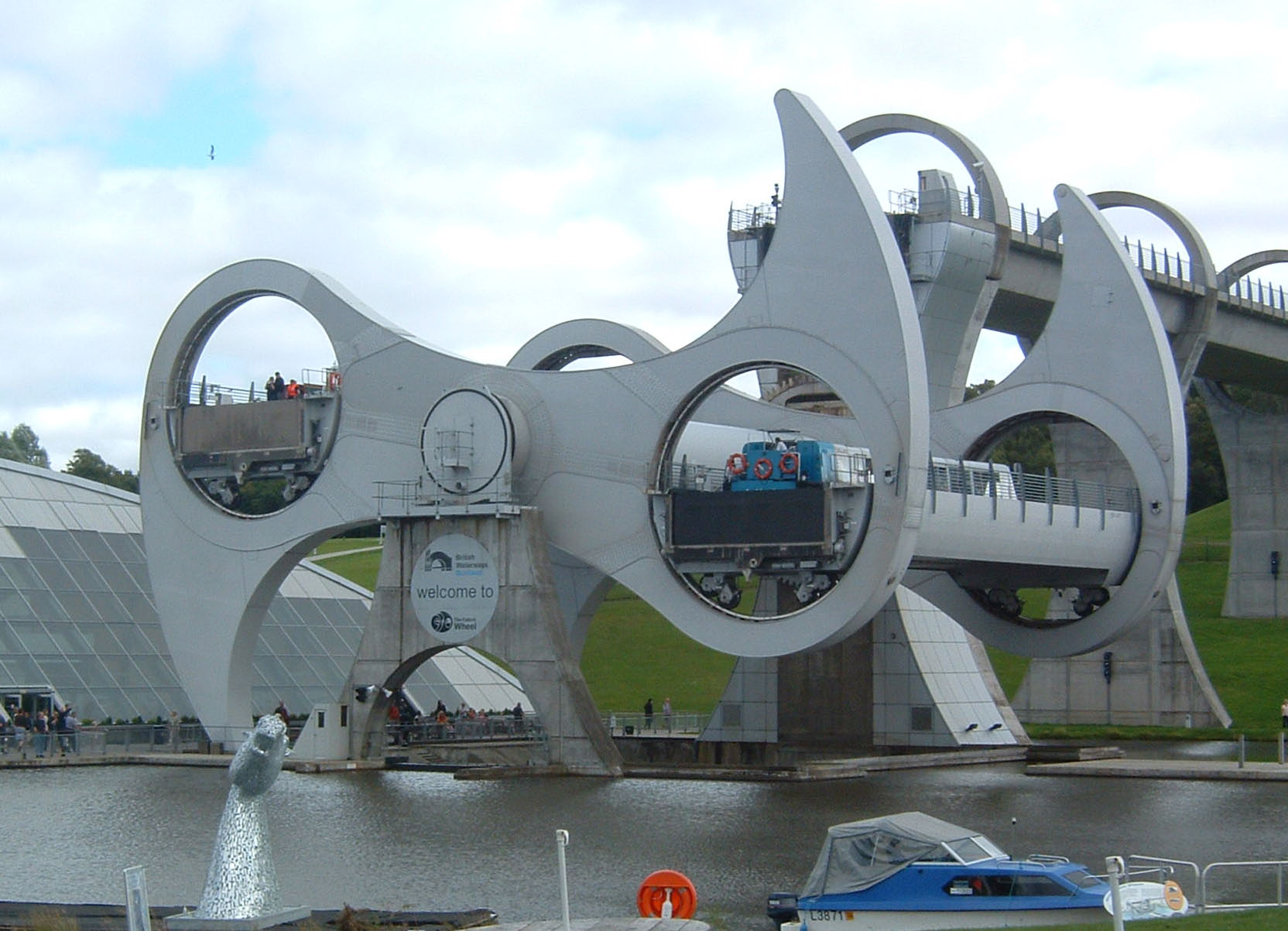
در حال انتقال قایق

چرخ فالکرک (به انگلیسی: Falkirk Wheel) تنها بالابر قایق چرخان جهان است که در اسکاتلند قرار دارد. این بالابر برای اتصال دو کانال «فورث و کلاید» و «اتحاد» به یکدیگر به‌کار می‌رود. این کانال‌های آبی که شهرهای گلاسگو و ادینبرا را به هم متصل می‌کنند، دارای اختلاف سطحی برابر ۲۴ متر هستند. چرخ فالکرک با بارگیری شناور در یک کانال و چرخشی آهسته، شناور را به سطح کانال دیگر منتقل می‌کند.
نام این بالابر از شهر فالکرک که در نزدیکی آن قرار دارد، گرفته شده‌است. این چرخ اصلی‌ترین جاذبه گردشگری این شهر به شمار می‌آید.

## نگارخانه

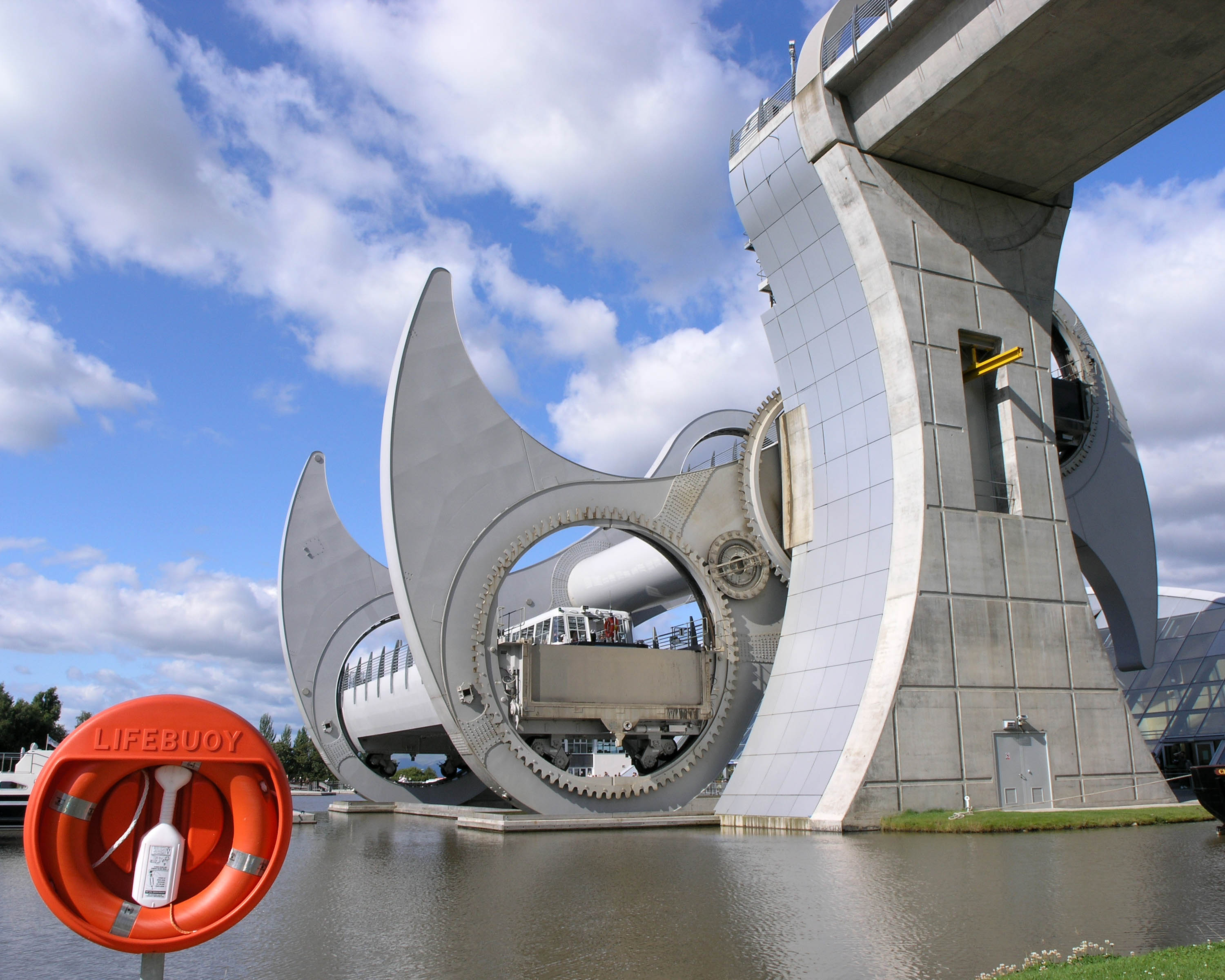
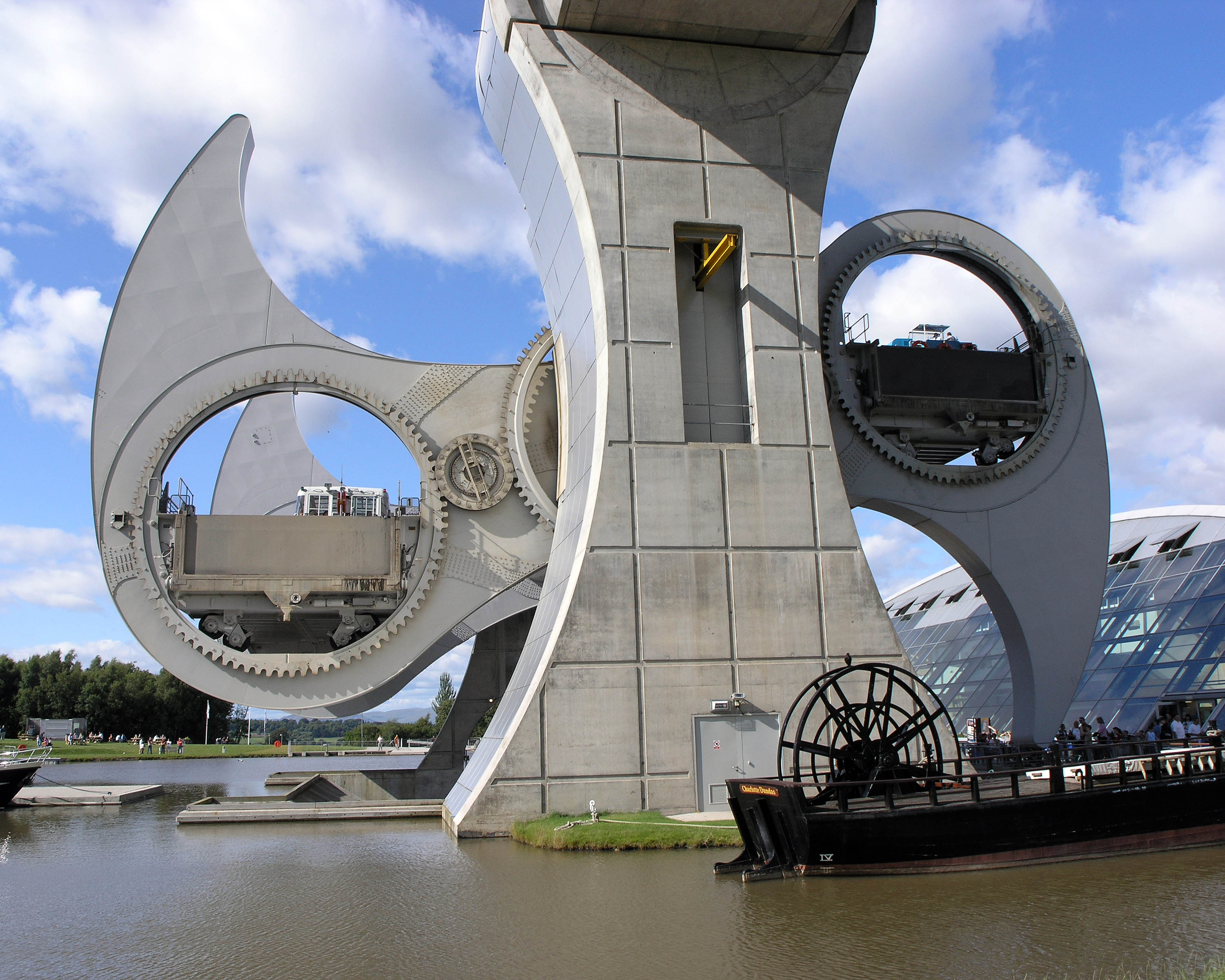
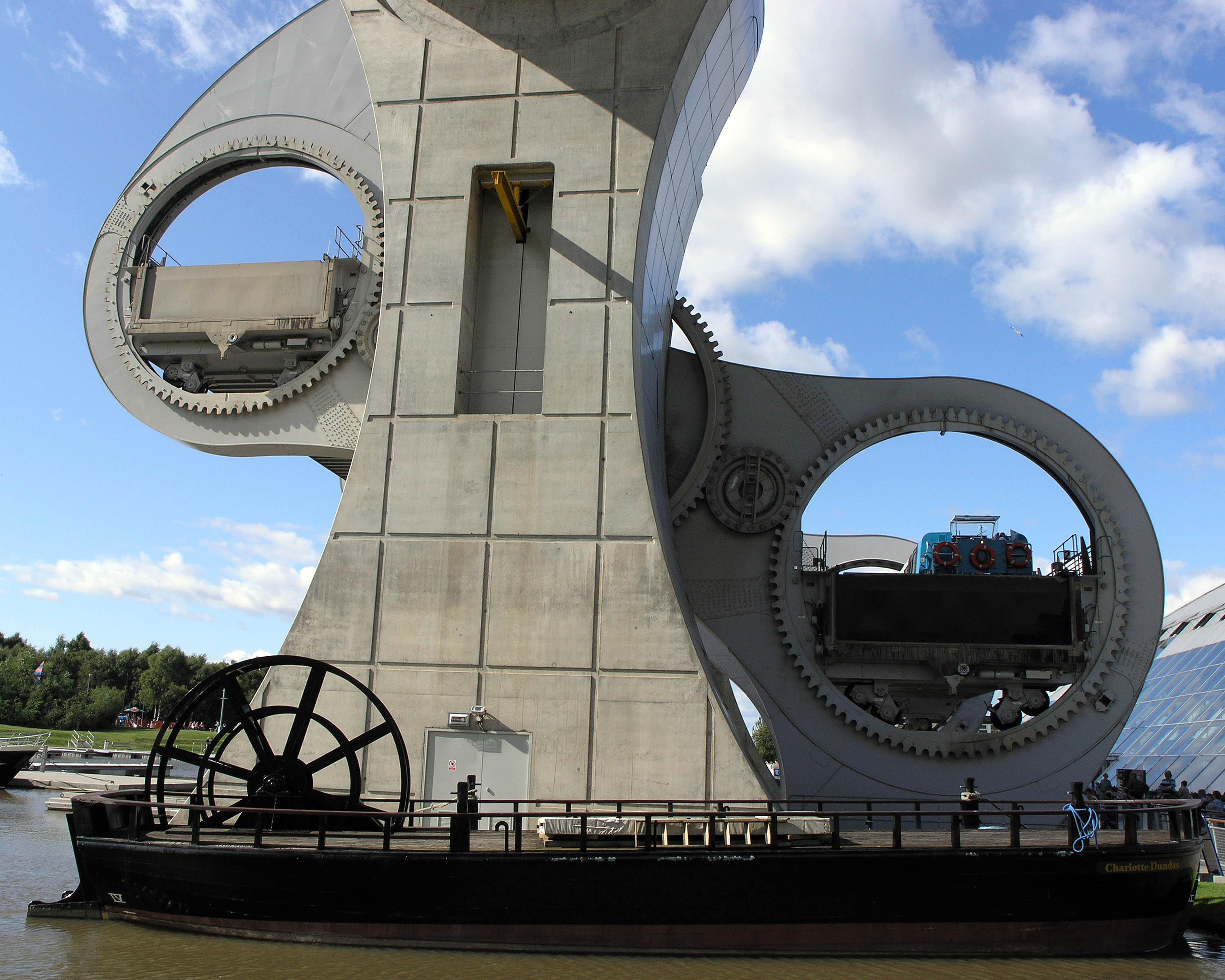
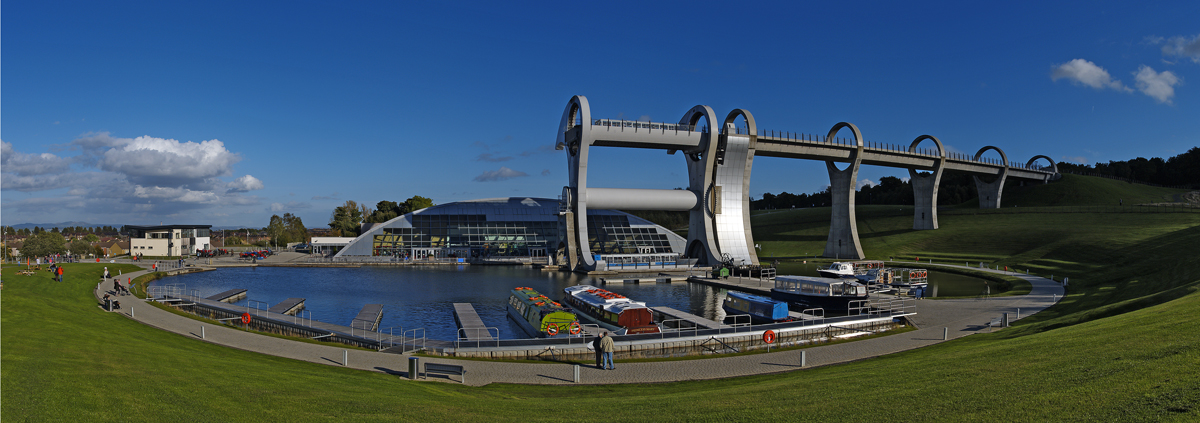